# Lennon Stella

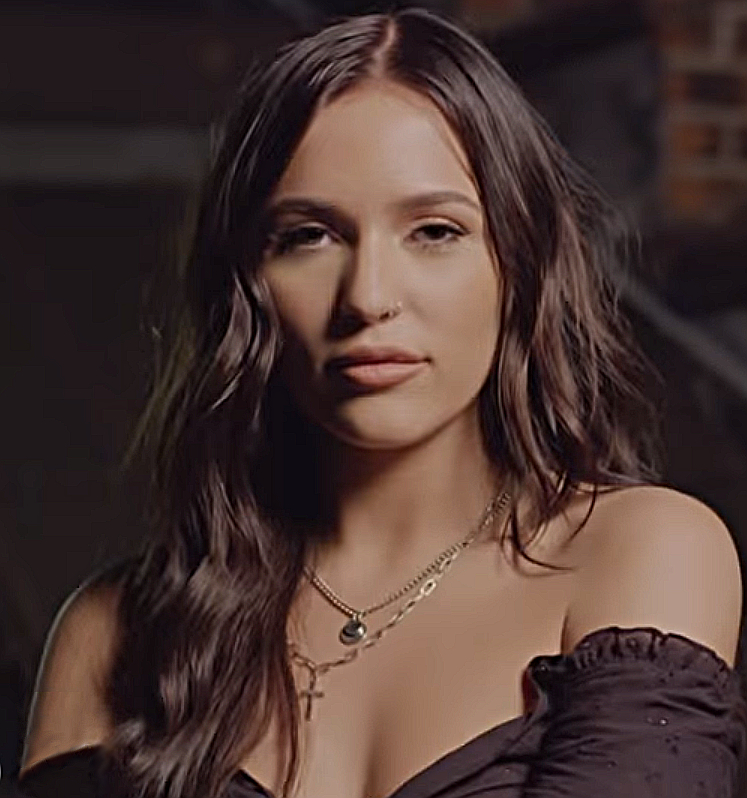
Lennon Stella (2018)

Lennon Stella (* 13. August 1999 in Oshawa) ist eine kanadische Sängerin und Schauspielerin. Sie wurde als Teil des Musikduos Lennon & Maisy bekannt, das sie gemeinsam mit ihrer Schwester Maisy Stella bildet. Als Schauspielerin war sie ab 2012 an der Seite ihrer Schwester in der US-amerikanischen Fernsehserie Nashville zu sehen. Seit 2018 ist sie als Solokünstlerin aktiv und veröffentlichte 2020 ihr erstes Album Three. Two. One.

## Kindheit
Lennon wurde 1999 im kanadischen Oshawa als Kind von Brad und MaryLynne Stella, die als Musikduo unter dem Namen The Stellas auftreten, geboren. Gemeinsam mit ihren Eltern und ihrer jüngeren Schwester Maisy wuchs sie auf einer abgelegenen Farm in Claremont, Ontario, auf. Durch ihr musikalisches Umfeld interessierten sie und ihre Schwester sich schon sehr früh für diese Branche. Mit fünf Jahren bekam Stella ihre erste Gitarre und wurde von ihrem Vater unterrichtet. Anschließend lernte sie Klavier-, Ukulele- und Schlagzeugspielen.
Obwohl weder sie noch ihre Schwester eine professionelle Gesangs- oder Instrumentalausbildung erhielten, spielen beide zahlreiche Instrumente und singen zweistimmig. Früh schrieb sie mit ihrer Schwester Lieder und spielte bei verschiedenen Shows und Festivals zusammen mit ihren Eltern. 2009 zog die Familie von Kanada in die USA nach Nashville.

## Musikkarriere

### Bis 2017: Lennon & Maisy
Nachdem ihnen die Möglichkeit geboten wurde, Teil der ABC-Drama-Serie Nashville zu werden, benötigten sie ein Arbeitsvisum. Um dieses zu erhalten, begannen sie, auf der Videoplattform YouTube Coverversionen verschiedener Lieder zu teilen. Mit ihrer Coverversion des Liedes Call Your Girlfriend der schwedischen Sängerin Robyn, das bis heute 30 Millionen Aufrufe zählt, gelang ihnen der Durchbruch.
2014 nahmen sie für einen Werbefilm des Schweizer Unternehmens Coop eine Coverversion des Werbesongs I Love der Sons of Nature auf, durch die sie bis auf Platz zwei der Schweizer Charts klettern konnten. Parallel wurden ihre Neuinterpretationen auch vermehrt in den Soundtrack von Nashville aufgenommen, wodurch sie regelmäßig die US-Country-Charts erreichte. Ihre erste Solo-Singleveröffentlichung ist eine Coverversion des Liedes Happy Xmas (War Is Over) von John Lennon aus dem Jahr 1972, die sie gemeinsam mit dem Country-Musiker Marc Scibilia aufnahm. 2017 veröffentlichte sie gemeinsam mit Maisy und dem US-amerikanischen Schauspieler Charles Esten im Zuge der fünften Nashville-Staffel das Lied Sanctuary.

### 2018:Polaroid,Love, Me

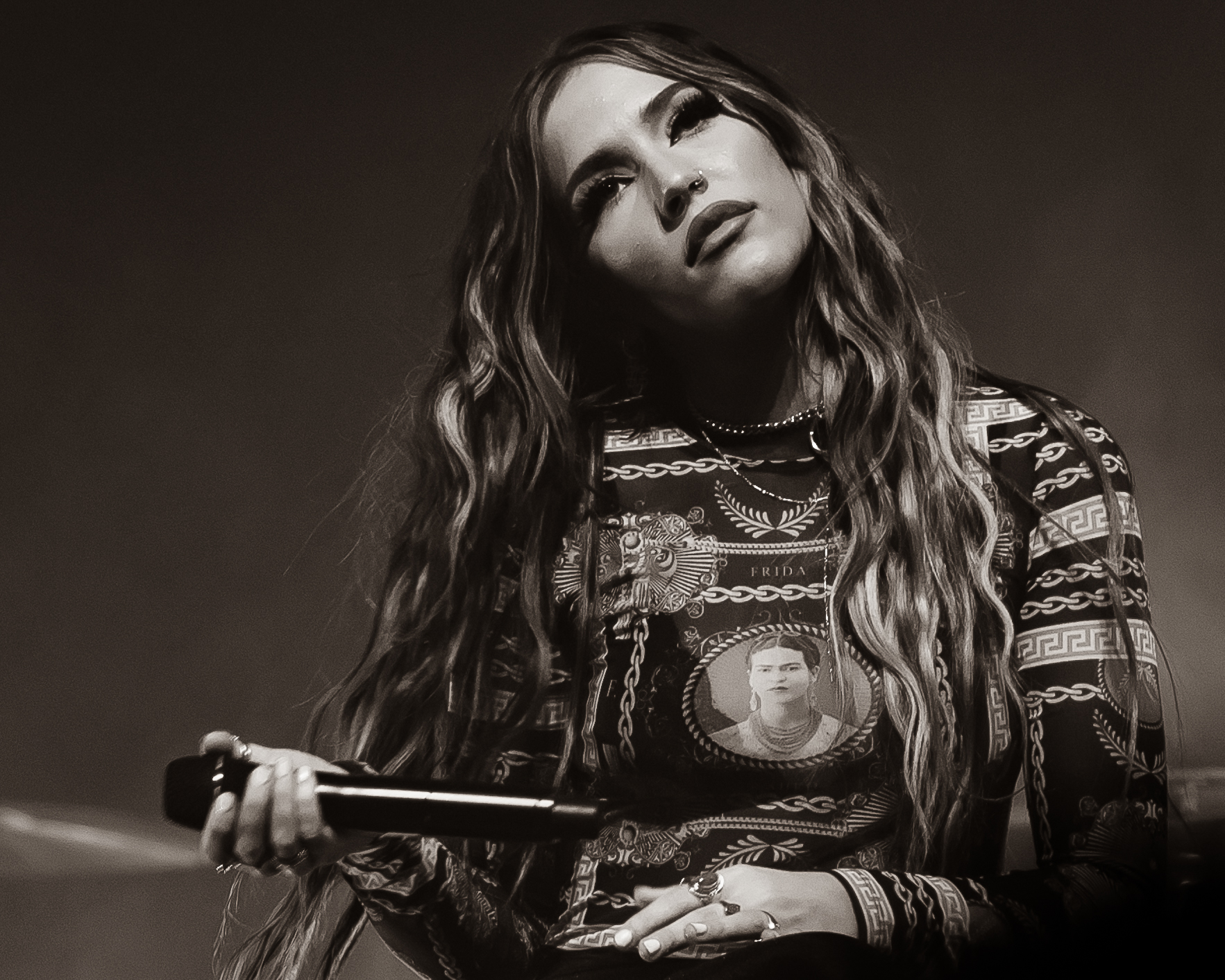
Lennon Stella, 2019

Im Januar 2018 gab Stella bekannt, dass sie einen Plattenvertrag beim Independent-Label Records sowie einen Vertrag bei Columbia Records unterzeichnet habe. Im August 2018 erschien ihre erste Solo-Single Like Everybody Else, die über Records veröffentlicht wurde. im September 2018 folgte die Single Bad.
Parallel nahm Lennon gemeinsam mit dem britischen Produzenten Jonas Blue und Ex-One-Direction-Mitglied Liam Payne das Lied Polaroid auf, das im Oktober 2018 veröffentlicht wurde, sich zu ihrem ersten kommerziellen Solo-Erfolg entwickelte und sich allein in Großbritannien rund eine halbe Million Mal verkaufte. Zudem wurde ein gemeinsames Musikvideo gedreht. Noch im selben Monat erschien Breakaway als zweiter Vorbote ihrer EP.
Mit dem Titel Love, Me wurde im November 2018 ihre Debüt-EP veröffentlicht. Am selben Tag wurde auch die dritte Single La Di Da ausgekoppelt. Bei Spotify erreichte der Song über 67 Millionen Klicks. Im zugehörigen Musikvideo tritt sie gemeinsam mit ihrer Schwester auf. Im Dezember 2018 erschien die letzte Auskopplung Feelings.

### 2019:Takeawayund Tournee mit Anne-Marie
Im März 2019 veröffentlichte sie das Lied Bitch (Takes One to Know One), das sie gemeinsam mit Thomas Troelsen und dem Nashville-Songwriter-Team geschrieben hat. Als Produzenten agierten Erin McCarley und Rob Knox. Stella sagt über den Text, er solle Girlpower thematisieren, was ebenfalls Thema des Musikvideos ist, in dem unter anderem Maddie Ziegler zu sehen ist. Im April 2019 erschien das Kompilationsalbum For the Throne, eine Sammlung an Songs, die von der US-amerikanischen Fantasy-Serie Game of Thrones inspiriert wurden. Stella steuerte hierzu das Lied Love Can Kill bei.
Im Mai 2019 begleitete Stella die britische Sängerin Anne-Marie auf ihrer Speak-Your-Mind-Tour. Des Weiteren arbeitete sie mit den US-amerikanischen Musikern The Chainsmokers und Illenium für die Single Takeaway zusammen, die beim Ultra Music Festival 2019 erstmals gespielt wurde. Der Song wurde im Juli 2019 veröffentlicht und entwickelte sich zu Stellas erstem weltweiten Erfolg.

### 2020:Three. Two. One.
2019 erschien die erste Single Kissing Other People und im Februar 2020 die zweite Single Golf on TV feat. JP Saxe ihres Debütalbums, das im April 2020 unter dem Titel Three. Two. One von Columbia Records veröffentlicht wurde. Das Album besteht aus 13 Songs, bei denen auch ihre Schwester Maisy Stella zu hören ist. Im selben Jahr tourte sie durch Nordamerika und Europa.

## Schauspielkarriere
Nachdem ihre Mutter auf das Casting für die ABC-Serie Nashville, die in ihrer einstigen Heimatstadt gedreht werden sollte, aufmerksam geworden war, nahm zuerst Maisy und später auch Lennon Stella an diesem teil. Ab Oktober 2012 waren beide als Protagonisten in dieser Serie zu sehen. 2016 war sie als sie selbst in einer Episode der YouTube-Premium-Serie We Are Savvy zu sehen.

## Diskografie

### Studioalben
| Jahr | Titel            | Höchstplatzierung, Gesamtwochen, AuszeichnungChartplatzierungen (Jahr, Titel, Platzierungen, Wochen, Auszeichnungen, Anmerkungen) | Höchstplatzierung, Gesamtwochen, AuszeichnungChartplatzierungen (Jahr, Titel, Platzierungen, Wochen, Auszeichnungen, Anmerkungen) | Höchstplatzierung, Gesamtwochen, AuszeichnungChartplatzierungen (Jahr, Titel, Platzierungen, Wochen, Auszeichnungen, Anmerkungen) | Höchstplatzierung, Gesamtwochen, AuszeichnungChartplatzierungen (Jahr, Titel, Platzierungen, Wochen, Auszeichnungen, Anmerkungen) | Höchstplatzierung, Gesamtwochen, AuszeichnungChartplatzierungen (Jahr, Titel, Platzierungen, Wochen, Auszeichnungen, Anmerkungen) | Höchstplatzierung, Gesamtwochen, AuszeichnungChartplatzierungen (Jahr, Titel, Platzierungen, Wochen, Auszeichnungen, Anmerkungen) | Anmerkungen                          |
| Jahr | Titel            | DE | AT | CH | UK | US | CA | Anmerkungen                          |
| ---- | ---------------- | --- | --- | --- | --- | --- | --- | ------------------------------------ |
| 2020 | Three. Two. One. | — | — | — | UK91 (1 Wo.)UK | US80 (1 Wo.)US | CA2 (1 Wo.)CA | Erstveröffentlichung: 24. April 2020 |

### EPs
- 2018: Love, Me

### Singles
| Jahr | Titel Album             | Höchstplatzierung, Gesamtwochen, AuszeichnungChartplatzierungen (Jahr, Titel, Album, Platzierungen, Wochen, Auszeichnungen, Anmerkungen) | Höchstplatzierung, Gesamtwochen, AuszeichnungChartplatzierungen (Jahr, Titel, Album, Platzierungen, Wochen, Auszeichnungen, Anmerkungen) | Höchstplatzierung, Gesamtwochen, AuszeichnungChartplatzierungen (Jahr, Titel, Album, Platzierungen, Wochen, Auszeichnungen, Anmerkungen) | Höchstplatzierung, Gesamtwochen, AuszeichnungChartplatzierungen (Jahr, Titel, Album, Platzierungen, Wochen, Auszeichnungen, Anmerkungen) | Höchstplatzierung, Gesamtwochen, AuszeichnungChartplatzierungen (Jahr, Titel, Album, Platzierungen, Wochen, Auszeichnungen, Anmerkungen) | Höchstplatzierung, Gesamtwochen, AuszeichnungChartplatzierungen (Jahr, Titel, Album, Platzierungen, Wochen, Auszeichnungen, Anmerkungen) | Anmerkungen                                                                                |
| Jahr | Titel Album             | DE | AT | CH | UK | US | CA | Anmerkungen                                                                                |
| ---- | ----------------------- | --- | --- | --- | --- | --- | --- | ------------------------------------------------------------------------------------------ |
| 2018 | Polaroid Blue           | — | — | CH96 (2 Wo.)CH | UK12 Platin · (17 Wo.)UK | US— GoldUS | CA— PlatinCA | Erstveröffentlichung: 5. Oktober 2018 Verkäufe: + 1.545.000; mit Jonas Blue & Liam Payne   |
| 2019 | Takeaway World Wide Joy | DE30 Gold · (18 Wo.)DE | AT28 (18 Wo.)AT | CH37 Gold · (19 Wo.)CH | UK64 Silber · (10 Wo.)UK | US69 Platin · (2 Wo.)US | CA31 Platin · (17 Wo.)CA | Erstveröffentlichung: 24. Juli 2019 Verkäufe: + 1.965.000; mit The Chainsmokers & Illenium |
| 2019 | Kissing Other People –  | — | — | — | — | US— GoldUS | CA60 Gold · (… Wo.)CA | Erstveröffentlichung: 1. November 2019 Verkäufe: + 540.000                                 |
| 2020 | Summer Feelings –       | — | — | — | UK79 (7 Wo.)UK | US— GoldUS | CA96 Gold · (… Wo.)CA | Erstveröffentlichung: 6. Mai 2020 Verkäufe: + 540.000; feat. Charlie Puth                  |

Weitere Singles
- 2016: Happy Xmas (War Is Over) (mit Marc Scibilia)
- 2018: Like Everybody Else
- 2018: Bad (CA: Gold)
- 2018: Breakaway
- 2018: La Di Da (US: Gold, CA: Platin)
- 2018: Feelings
- 2019: Bitch (Takes One to Know One)

## Auszeichnungen für Musikverkäufe
| Goldene Schallplatte - Belgien - 2020: für die Single Takeaway - Dänemark - 2021: für die Single Polaroid - 2022: für die Single Takeaway - Italien - 2019: für die Single Polaroid - 2021: für die Single Takeaway - Mexiko - 2020: für die Single Takeaway - Polen - 2021: für die Single Polaroid - 2023: für die Single Takeaway - Schweden - 2019: für die Single Polaroid - Spanien - 2024: für die Single Polaroid | Platin-Schallplatte - Australien - 2019: für die Single Takeaway - 2023: für die Single Polaroid - Neuseeland - 2022: für die Single Takeaway - Portugal - 2020: für die Single Polaroid 3× Platin-Schallplatte - Brasilien - 2023: für die Single Takeaway - 2024: für die Single Polaroid |

Anmerkung: Auszeichnungen in Ländern aus den Charttabellen bzw. Chartboxen sind in ebendiesen zu finden.
| Land/RegionAuszeichnungen für Musikverkäufe (Land/Region, Auszeichnungen, Verkäufe, Quellen) | Silber  | Gold       | Platin       | Verkäufe  | Quellen             |
| -------------------------------------------------------------------------------------------- | ------- | ---------- | ------------ | --------- | ------------------- |
| Australien (ARIA)                                                                            | —       | —          | 2× Platin2   | 140.000   | aria.com.au         |
| Belgien (BRMA)                                                                               | —       | Gold1      | —            | 20.000    | ultratop.be         |
| Brasilien (PMB)                                                                              | —       | —          | 6× Platin6   | 240.000   | pro-musicabr.org.br |
| Dänemark (IFPI)                                                                              | —       | 2× Gold2   | —            | 90.000    | ifpi.dk             |
| Deutschland (BVMI)                                                                           | —       | Gold1      | —            | 200.000   | musikindustrie.de   |
| Italien (FIMI)                                                                               | —       | 2× Gold2   | —            | 60.000    | fimi.it             |
| Kanada (MC)                                                                                  | —       | 3× Gold3   | 3× Platin3   | 360.000   | musiccanada.com     |
| Mexiko (AMPROFON)                                                                            | —       | Gold1      | —            | 30.000    | amprofon.com.mx     |
| Neuseeland (RMNZ)                                                                            | —       | —          | Platin1      | 30.000    | radioscope.co.nz    |
| Polen (ZPAV)                                                                                 | —       | 2× Gold2   | —            | 50.000    | olis.pl             |
| Portugal (AFP)                                                                               | —       | —          | Platin1      | 10.000    | Einzelnachweise     |
| Schweden (IFPI)                                                                              | —       | Gold1      | —            | 40.000    | Einzelnachweise     |
| Schweiz (IFPI)                                                                               | —       | Gold1      | —            | 10.000    | hitparade.ch        |
| Spanien (Promusicae)                                                                         | —       | Gold1      | —            | 30.000    | elportaldemusica.es |
| Vereinigte Staaten (RIAA)                                                                    | —       | 4× Gold4   | Platin1      | 3.000.000 | riaa.com            |
| Vereinigtes Königreich (BPI)                                                                 | Silber1 | —          | Platin1      | 800.000   | bpi.co.uk           |
| Insgesamt                                                                                    | Silber1 | 19× Gold19 | 15× Platin15 |           |                     |

## Filmografie
- Von 2012 bis 2017: Nashville (als Maddie Conrad)
- 2016: We Are Savvy (als sie selbst, eine Episode)